# David Bestué i Guasch
David Bestué i Guasch (Barcelona, 1980) és un escultor barceloní que també ha format part de la formació Bestué-Vives, amb Marc Vives. Llicenciat en Belles Arts amb l'especialitat d'escultura per la Universitat de Barcelona, la seva obra sempre juga amb diversos formats com l'escultura, el vídeo i la fotografia.
A la dècada del 2000 va treballar al costat de Marc Vives a la formació Bestué-Vives, amb qui va exposar a la Biennal de Venècia el 2009. Després va decidir exposar en solitari. Ha fet exposicions individuals a García Galería de Madrid a l'exposició La España Moderna, o La Capella de Barcelona, Gasworks de Londres el 2010, Arkitekturmuseet d'Estocolm, la Sala Montcada de Barcelona o el Museu Reina Sofia el 2017.